# Show Your Love
Albums de Jolin Tsai
Don't Stop
(2000) Show Your Love Concert
(2001)
Albums par Jolin Tsai
Don't Stop
(2000) Lucky Number
(2001)
Show Your Love est le troisième album studio de la chanteuse Jolin Tsai, sorti le 22 décembre 2000 sous le label Universal Music.

## Liste des titres
| No  | Titre                                                                            | Durée |
| --- | -------------------------------------------------------------------------------- | ----- |
| 1.  | Show Your Love                                                                   | 4:18  |
| 2.  | Kuai You Ai (快有愛, Love Is Near)                                               | 3:15  |
| 3.  | Ni Hai Ai Wo Ma (你還愛我嗎, Do You Still Love Me)                               | 4:23  |
| 4.  | Baby Face                                                                        | 3:45  |
| 5.  | Ru Guo Na Tian Ni Shuo Ai Wo (如果那天你說愛我, If You Said Love Me on That Day) | 4:08  |
| 6.  | She Bu De (捨不得, Reluctant)                                                    | 4:59  |
| 7.  | Ai Shang Le Yi Tiao Jie (愛上了一條街, Fall in Love with a Street)               | 4:24  |
| 8.  | Pretty Pretty Day                                                                | 3:07  |
| 9.  | Yi Yan Dou Kan Jian (一眼就看見, See at a Glance)                                | 4:21  |
| 10. | Gan Jue Ni De Chun Zai (感覺你的存在, Feel Your Presence)                        | 4:05  |